# Autobusna linija br. 228 u Zagrebu
Linija 228 (Borongaj – Rebro – Borongaj) dnevna je autobusna linija u Zagrebu.
Prometuje svaki dan kao kružna linija na trasi: Borongaj → Ulica Divka Budaka → Svetice → Bukovačka cesta → Ulica Mije Kišpatića → Jordanovac → Laščinska cesta → Petrova ulica → Bukovačka cesta → Svetice → Ulica Divka Budaka → Borongaj
Povezuje Laščinu i Jordanovac sa Sveticama i Borongajem. Važna je veza za KBC Rebro.
Linija je 2. prosinca 2024. produžena od Svetica do Borongaja u skladu s uvođenjem Park&Ride sustava čija je svrha jednostavniji dolazak do KBC-a Rebro tijekom izgradnje nove zgrade i garaže bolnice. Cjelodnevna Park&Ride karta iznosi 2,30 € za vozilo i vozača, a za svaku dodatnu osobu plaća se 1 €. Karta je valjana za parkiranje i korištenje linije 228. U sklopu sustava iscrtana je žuta traka za autobuse i taksije na Bukovačkoj cesti, uz druge manje promjene regulacije prometa.

## Vanjske poveznice
- Vozni red linije 228